# Nickelodeon Teen
A Nickelodeon Teen (korábban Nickelodeon 4Teen) egy francia tévécsatorna volt, amelynek tulajdonosa a Paramount Networks EMEAA (korábban: Viacom) volt. A TeenNick csatorna francia változata volt.

## Története
2014. november 16-án a Viacom bejelentette a Nickelodeon 4Teen csatorna indítását 2014. november 19-én 18 órakor. A csatorna a tizenéves korosztályt célozta meg.
2017. augusztus 26-án a Nickelodeon 4Teen nevet változtatott: Nickelodeon Teen lett a neve, és a megjelenése is megváltozott.
2021. január 12-én elindult a TeenNick magyar verziója. A magyar TeenNick a Nickelodeon Teen-nel osztott sávon működött.
2025. július 15-én a csatorna megszűnt, helyét a Nicktoons francia változata vette át.